# Мастер спорта СССР по шахматам
Мастер спорта СССР по шахматам — спортивное звание; учреждено Высшим советом физической культуры (ВСФК) при ЦИК СССР (1935). Присваивалось пожизненно шахматистам и шахматисткам, выполнившим на официальных соревнованиях нормы Единой всесоюзной спортивной классификации.
До Великой Октябрьской социалистической революции русским шахматистам, добивавшимся международного признания, присваивалось как и шахматистам других стран звание маэстро. После революции число шахматистов-маэстро в России (их стали также называть мастерами) равнялось 11. В 1918—1924 годах мастерами стали ещё 7 шахматистов.
В 1925 году ВСФК учредил звание мастер СССР; оно присваивалось шахматистам; набравшим 50 % очков в чемпионатах СССР или выигравшим матч у мастера (или сыгравшим вничью 2 матча с мастерами). Мастерами становились также шахматисты — победители губернских чемпионатов при участии в них не менее 3 мастеров. В 1925—1934 годах норму мастера СССР выполнили 27 шахматистов.
В 1934 году Исполнительное бюро шахматной секции ВСФК решило провести квалификационную проверку мастеров в возрасте до 50 лет. В результате проверки (1935) звания мастера были лишены 12 шахматистов (K. А. Выгодчиков, С. Б. Готгильф, П. Н. Измайлов, Вл. Г. Кириллов, А. И. Куббель, М. А. Макогонов, А. Я. Модель, С. К. Розенталь, Я. Г. Рохлин, А. С. Сергеев, В. И. Силич, Н. Т. Сорокин). А. М. Константинопольскому и В. И. Созину было предложено подтвердить звание мастера: первый сумел это, второй не смог. В. И. Силичу удалось вернуть звание мастера до Великой Отечественной войны (во всесоюзном турнире кандидатов в мастера спорта, Ростов-на-Дону, 1939). В послевоенные годы квалификационную норму мастера спорта СССР вновь удалось выполнить Вл. Г. Кириллову, Я. Г. Рохлину и Н. Т. Сорокину.
В 1950 году Комитет по физической культуре и спорту при Совете Министров СССР учредил звание мастер спорта СССР для женщин. В 1934 году учреждено звание мастера спорта СССР по шахматной композиции, в 1982 году — мастер спорта СССР по заочной игре в шахматы (по переписке). Звания мастер спорта СССР удостоены 1098 шахматистов (1934—1989) — 930 мужчин и 168 женщин.

## Хронологическая таблица
| Год     | Σ  | Шахматисты |
| ------- | -- | --- |
| До 1917 | 11 | А. Алехин, Б. Блюменфельд, Ф. Дуз-Хотимирский, Г. Левенфиш, С. Левитский, А. Рабинович, И. Рабинович, Н. Руднев, А. Смородский, С. Фрейман, А. Эвенсон |
| 1920    | 1  | П. Романовский |
| 1923    | 3  | В. Ненароков, А. Сергеев, Ф. Богатырчук |
| 1924    | 4  | Б. Верлинский, Я. Вильнер, Н. Зубарев, В. Созин |
| 1925    | 3  | С. Готгильф, А. Ильин-Женевский, А. Куббель |
| 1927    | 4  | М. Ботвинник, Н. Григорьев, В. Макогонов, А. Модель |
| 1929    | 7  | К. Выгодчиков, П. Измайлов, И. Кан, М. Макогонов, В. Раузер, Я. Рохлин, В. Силич |
| 1930    | 2  | В. Гоглидзе, В. Рагозин |
| 1931    | 6  | В. Алаторцев, Вл. Кириллов, Г. Лисицын, И. Мазель, Н. Рюмин, М. Юдович |
| 1932    | 2  | Л. Савицкий, В. Чеховер |
| 1933    | 4  | С. Белавенец, А. Константинопольский, С. Розенталь, Н. Сорокин |
| 1934    | 1  | В. Панов |
| 1936    | 1  | Г. Каспарян |
| 1937    | 3  | И. Бондаревский, Г. Вересов, И. Погребысский |
| 1938    | 10 | С. Абрамян, П. Дубинин, Л. Кайев, А. Котов, Д. Ровнер, В. Смыслов, А. Сокольский, А. Толуш, А. Чистяков, Л. Шамаев |
| 1939    | 8  | И. Болеславский, Г. Гольдберг, Д. Гречкин, Л. Гульдин, С. Жуховицкий, А. Маневич, И. Рудаковский, М. Стольберг |
| 1940    | 5  | Л. Абрамов, Э. Герштенфельд, Н. Копаев, А. Хавин, Г. Шнейдеман |
| 1941    | 5  | Д. Бронштейн, В. Васильев, Е. Кузьминых, Г. Равинский, А. Эбралидзе |
| 1942    | 2  | Е. Загорянский, В. Микенас |
| 1943    | 1  | В. Сайгин |
| 1944    | 2  | Ю. Авербах, В. Симагин |
| 1945    | 9  | А. Батуев, М. Камышов, А. Кобленц, Н. Новотельнов, Н. Овечкин, А. Поляк, Б. Ратнер, М. Тайманов, Г. Фридштейн |
| 1946    | 7  | Л. Аронин, Б. Гольденов, К. Кламан, Н. Копылов, В. Люблинский, А. Уфимцев, С. Фурман |
| 1947    | 3  | Г. Иливицкий, Т. Петросян, Р. Холмов |
| 1948    | 1  | В. Загоровский |
| 1949    | 6  | А. Банник, В. Бывшев, Е. Геллер, О. Моисеев, В. Тарасов, Я. Эстрин |
| 1950    | 10 | Н. Аратовский, М. Бейлин, Г. Борисенко, П. Кондратьев, А. Константинов, И. Липницкий, Р. Нежметдинов, Е. Поляк, А. Суэтин, А. Хасин, Л. Шамкович |
| 1951    | 5  | М. Бонч-Осмоловский, Ю. Гусев, В. Корчной, Е. Терпугов, Ю. Шапошников, М. Шишов. |
| 1952    | 5  | В. Антошин, Г. Журавлёв, Ю. Коц, Н. Крогиус, А. Никитин |
| 1953    | 6  | Б. Баранов, И. Вельтмандер, И. Лившин, Л. Полугаевский, Б. Спасский, Е. Столяр |
| 1954    | 12 | Е. Васюков, И. Ватников, А. Замиховский, В. Зурахов, Я. Клявиньш, А. Лутиков, В. Скоторенко, В. Соловьёв, М. Таль, Г. Ууси, А. Черепков, Вит. Щербаков |
| 1955    | 4  | Б. Гургенидзе, Ю. Котков, Ю. Рандвийр, М. Усачий |
| 1956    | 5  | А. Буслаев, А. Лейн, М. Мухитдинов, И. Ней, Ю. Сахаров, С. Халилбейли, Я. Юхтман |
| 1957    | 9  | Л. Аронсон, А. Волович, Б. Владимиров, А. Гипслис, Ю. Николаевский, В. Оснос, А. Решко, А. Ройзман, А. Шагалович, В. Шияновский |
| 1958    | 16 | Д. Абакаров, Г. Аношин, В. Багиров, Г. Бастриков, Вл. Быков, Ан. Быховский, Ю. Васильчук, Р. Горенштейн, Э. Гуфельд, В. Жилин, М. Левин, И. Лысков, Арк. Макаров, X. Мучник, И. Рубель, Ф. Фильцер |
| 1959    | 19 | В. Арцукевич, Н. Бакулин, В. Баршаускас, А. Геллер, Н. Головко, А. Грушевский, Л. Калашян, Б. Каталымов, А. Костюченко, Л. Маслов, У. Микков, Э. Мнацаканян, Т. Прохорович, Е. Ротштейн, Э. Сардаров, Н. Усов, Г. Устинов, Л. Штейн, М. Юдович мл. |
| 1960    | 16 | Л. Белов, А. Вилуп, Ю. Зимин, Ф. Игнатьев, Я. Клован, Е. Лазарев, В. Либерзон, А. Новопашин, Я. Русаков, В. Савон, В. Сергиевский, В. Токарев, А. Утяцкий, С. Хавский, Г. Ходос, М. Шахов, В. Шишкин |
| 1961    | 28 | И. Айзенштадт, В. Бережной, А. Благидзе, С. Гершман, Н. Гусев, Ю. Гутоп, И. Зайцев, И. Захаров, В. Захарян, А. Корелов, В. Корзин, И. Кудинов, Ан. Кузнецов, Л. Листенгартен, В. Лявданский, Б. Наглис, Я. Нейштадт, М. Остраускас, Р. Пельц, А. Петерсон, Ю. Солнцев, В. Титенко, А. Томсон, А. Хачатуров, В. Хеуэр, Е. Чукаев, Б. Шацкес, Б. Шашин, А. Шестопёров |
| 1962    | 26 | В. Арсеньев, А. Афанасьев, Г. Бурляев, В. Голенищев, В. Дорошкевич, В. Желяндинов, В. Жидков, А. Зайцев, И. Зильбер, Н. Зильберман, А. Капенгут, В. Косенков, А. Крутянский, В. Кузнецов, И. Ленчинер, В. Леонидов, В. Лепёшкин, Л. Масеев, А. Мацукевич, И. Платонов, А. Садомский, В. Тукмаков, К. Ханов, В. Хенкин, В. Юрков, Ю. Яковлев, Р. Яхин |
| 1963    | 21 | А. Арулайд, М. Балитинов, Е. Бебчук, А. Витолиньш, В. Журавлёв, А. Захаров, Е. Коган, Ю. Колобов, С. Краснов, Б. Лебедев, Ю. Лейбов, Т. Ломая, А. Магергут, Н. Мясников, В. Орлов, Р. Романовский, А. Рошаль, С. Соколов, В. Терентьев, О. Черников, Г. Шах-заде |
| 1964    | 27 | Ю. Балашов, Д. Бергин, И. Блехцин, В. Боболович, А. Бокучава, В. Бояринов, А. Вайсман, В. Глатман, В. Грохотов, Вик. Гуревич, Я. Дамский, И. Жданов, Т. Кикиани, В. Константинов, С. Королёв, Е. Корчмар, Ю. Крутихин, А. Кудряшов, Г. Кузьмин, X. Кярнер, Ю. Никитин, М. Ноах, Ю. Разуваев, В. Смирнов, П. Черников, Б. Шипов, Р. Этрук |
| 1965    | 29 | Р. Альтшулер, А. Белинков, И. Бирбрагер, Л. Бородянский, Э. Бухман, В. Винкель, М. Герчиков, А. Гильман, В. Глотов, К. Григорян, Л. Григорян, О. Дементьев, А. Дубинский, В. Зайцев, О. Зигура, Р. Кимельфельд, В. Купрейчик, Я. Милейка, В. Милютин, В. Ревякин, Г. Санакоев, С. Селивановский, В. Файбисович, Я. Фельдман, В. Цешковский, В. Черных, А. Чеснаускас, Ю. Шабанов, А. Штыров |
| 1966    | 48 | Г. Агейченко, Г. Акопян, А. Алексеев, Л. Альбурт, Ю. Аникаев, М. Афанасьев, Б. Белявский, И. Вейнгер, В. Восканян, А. Волчок, В. Воротников, Д. Годес, Б. Грузман, В. Гусаков, М. Дворецкий, В. Зильберштейн, И. Калинский, В. Карасёв, А. Карпов, Вал. Кириллов, Р. Кловский, В. Когинов, И. Койфман, И. Копылов, А. Лукин, А. Любошиц, Ан. Макаров, Г. Мовшович, И. Мосионжик, В. Небольсин, Б. Никитиных, А. Носков, А. Островский, О. Павленко, Ю. Павловичев, А. Письменный, М. Подгаец, Е. Рубан, А. Серебрийский, Г. Сосонко, Г. Тимощенко, Ю. Ульянов, Марк Цейтлин, Г. Чепукайтис, Ф. Черемисин, Ю. Чиковани, Ю. Шилов, Т. Ыйм |
| 1967    | 32 | М. Абрамсон, О. Аверкин, В. Альтерман, А. Асташин, Р. Барстатис, А. Бутнорюс, Р. Ваганян, Т. Георгадзе, И. Гилинский, В. Данов, В. Ершов, Г. Живодов, В. Зелевинский, И. Коган, Г. Крупский, Я. Курасс, В. Литвинов, X. Луйк, В. Муратов, Е. Мухин, Г. Натапов, Ю. Петкевич, Н. Рашковский, Е. Свешников, В. Середенко, В. Суханов, В. Тимофеев, А. Ферштер, Ю. Фрумсон, Э. Чаплинский, А. Шашин, В. Школа, М. Штейнберг, С. Юферов |
| 1968    | 20 | Вал. Быков, А. Вайсер, Е. Гик, А. Гимадеев, В. Дыдышко, Б. Злотник, А. Извозчиков, К. Каунас, И. Микляев, И. Радашкович, О. Романишин, Н. Руденский, А. Синявский, Ю. Смирнов, М. Соловьёв, У. Тарве, Т. Турукин, Э. Убилава, М. Уманский, В. Чирков, А. Шахтахтинский |
| 1969    | 30 | Г. Адамсон, В.-Э. Адлер, Н. Андреев, А. Белявский, А. Битман, В. Волошин, А. Вооремаа, В. Гергель, О. Донченко, Ц. Дорфман, А. Зильберберг, И. Каган, Л. Капелюш, В. Кирпичников, Вал. Краснов, Д. Кудишевич, Э. Куускмаа, О. Милютин, И. Морозов, Э. Обуховский, Ю. Овчинников, А. Петросян, В. Поздняков, В. Пономарёв, Я. Ровнер, Б. Рытов, О. Стецко, М. Татаев, Б. Хануков, А. Хермлин, А. Худяков, Мих. Цейтлин |
| 1970    | 26 | В. Байков, Л. Гольцов, А. Горчаков, В. Голдин, О. Дервиз, Д. Зерницкий, Вл. Н. Козлов, А. Кременецкий, А. Куинджи, Р. Кур, С. Макарычев, 3. Миньковский, М. Мухин, А. Ованесов, А. Осачук, В. Пересыпкин, Г. Петросян, В. Петряев, А. Петрушин, М. Рудерфер, С. Салов, С. Сазонтьев, Б. Сорокин, М. Таппыров, Вл-р Фёдоров, С. Чечелян, А. Чубуков, А. Шварц |
| 1971    | 24 | А. Бангиев, Д. Берадзе, В. Бухтин, А. Векслер, В. Гусев, Д. Джаноев, В. Доммес, И. Еропов, В. Зальцман, А. Иоффе, А. Какагельдыев, О. Каминский, Б. Клюкин, В. Коренский, К. Лернер, М. Непомнящий, Л. Омельченко, С. Палатник, А. Поликарпов, Ю. Рыжков, Г. Сорокин, А. Уогяле, А. Шведчиков, М. Шерешевский, Э. Шехтман, В. Шишмарёв |
| 1972    | 11 | В. Бейм, Г. Зак, А. Королёв, А. Кочиев, Ю. Кример, В. Мильвидас, А. Панченко, М. Пукшанский, Е. Пьянков, С. Розенберг, С. Шестаков |
| 1973    | 20 | Б. Анетбаев, В. Билинский, В. Бутурин, А. Войцех, О. Дзюбан, И. Дорфман, В. Иванов, С. Камшонков, Вл. Е. Козлов, А. Косиков, А. Мачульский, А. Михальчишин, Н. Мишучков, А. Моргулёв, Е. Мочалов, Б. Нисман, С. Прокофьев, В. Тарасевич, В. Тельман, А. Тузовский, Ал. Хасин |
| 1974    | 40 | Г. Агзамов, Ю. Архипкин, С. Бегун, В. Безносиков, Ав. Быховский, С. Веселовский, Е. Владимиров, Б. Гоберман, Г. Говашелишвили, Ю. Горшков, В. Желнин, Г. Жемайтис, М. Загоровский, Л. Зайд, Г. Зайчик, А. Иванов, Вл. А. Козлов, В. Кольцов, В. Кондратьев, А. Кузовкин, Ю. Лобанов, А. Лысенко, Д. Маматов, 3. Микадзе, Г. Мухин, Б. Неведничий, С. Пинчук, Н. Попов, Б. Румянцев, А. Семенюк, Ю. Симкин, И. Слепой, Л. Столяров, А. Терентьев, Л. Толонен, Е. Тюлин, Вл-в Фёдоров, И. Фойгель, В. Чебаненко, В. Чехов, Л. Шустерман                                                                                                   |
| 1975    | 25 | Э. Бахматов, М. Беркович, Г. Бурневский, А. Вейнгольд, М. Говбиндер, Л. Гофштейн, С. Долматов, Ю. Зелинский, Д. Каюмов, М. Клецель, Р. Корсунский, В. Краюшкин, С. Кузнецов, А. Кузьмичёв, Н. Лёгкий, А. Малевинский, Е. Маргулис, А. Монаков, М. Новиков, X. Пяэрен, К. Сиверцев, Ф. Сидеиф-заде, Б. Таборов, А. Шакаров, М. Шер |
| 1976    | 43 | Б. Билунов, В. Богданов, В. Варламов, М. Васильев, С. Горелов, Ю. Горняк, М. Иванов, А. Каминик, Л. Каплун, Вик. Козлов, Вас. Краснов, В. Крюков, В. Левченков, Я. Лойфенфельд, Д. Лосев, И. Луцкан, Ю. Любарский, Э. Магеррамов, В. Манин, Н. Мчедлов, М. Некрасов, И. Осипов, Г. Пешина, И. Половодин, Ф. Припис, П. Рагялис, В. Радомский, Г. Растянис, Е. Рябченок, А. Сапфиров 3. Стуруа, В. Туменок, А. Филипенко, С. Фокин, М. Фридинский, А. Хаит, А. Харитонов, А. Чудиновских, Н. Шальнев, Б. Шпилькер, В. Штукатуркин, В. Эйнгорн, В. Яаккимайнен                                                                            |
| 1977    | 30 | В. Борисов, Э. Будович, Р. Васильев, В. Веремейчик, А. Винер, В. Гавриков, Л. Еолян, А. Ермолинский, Ю. Зуев, С. Квятковский, Н. Кривун, Е. Литвин, А. Луковников, Б. Марьясин, Н. Монин, Г. Несис, В. Охотник, Л. Пантелеев, В. Петриенко, X. Похла, Л. Псахис, Б. Пугачёв, Ю. Ростовцев, О. Сабитов, В. Семенюк, Л. Слуцкий, О. Халикян, А. Шмирин, Л. Юртаев, А. Юсупов |
| 1978    | 27 | Вяч. Агзамов, 3. Азмайпарашвили, Н. Андрианов, В. Арбаков, А. Вернер, А. Глянец, М. Гуревич, С. Двойрис, Г. Кайданов, С. Калиничев, Г. Каспаров, Э. Кеньгис, И. Кивлан, А. Козлов, А. Козырев, Т. Кошиль, С. Крылов, 3. Ланка, В. Логинов, А. Лопухин, С. Лпутян, В. Маланюк, Е. Пигусов, С. Радченко, Ю. Фролов, А. Чернин, В. Эльянов |
| 1979    | 33 | Б. Асанов, М. Вайсман, Ю. Ветемаа, В. Воронов, Д. Гедеванишвили, Л. Гицин, А. Гусейнов, В. Егин, И. Ефимов, Ю. Зоткин, Л. Кернажицкий, В. Ким, М. Кислов, С. Кишнёв, В. Купоросов, В. Липман, В. Майоров, Б. Малисов, Н. Мухаметзянов, В. Насыбуллин, И. Новиков, М. Нурмамедов, Д. Плисецкий, С. Полянцев, В. Рождественский, Г. Румянцев, В. Салов, М. Сафьяновский, Р. Тавадян, С. Трофимов, Л. Шевелев, В. Шишлов, Л. Юдасин |
| 1980    | 20 | С. Архипов, А. Бандза, Э. Барковский, А. Войткевич, Ф. Джалилов, В. Дидовский, Б. Иткис, П. Корзубов, Ф. Левин, С. Левицкий, В. Лукьянов, Ю. Мешков, А. Михайлов, А. Соколов, В. Фадеев, С. Хлусевич, С. Шушковский, Я. Эльвест, А. Юнеев, Р. Якобашвили |
| 1981    | 43 | К. Агапов, Вал. Агзамов, М. Архангельский, К. Асеев, П. Атяшев, И. Белов, Ю. Бойдман, Н. Векшенков, А. Выжманавин, В. Гефенас, И. Глек, В. Гречихин, С. Губницкий, А. Деев, Е. Драгомарецкий, П. Зарубин, Я. Зильберман, С. Иванов, С. Ионов, В. Калужин, Б. Канцлер, О. Карпешов, А. Квейнис, А. Коляков, А. Кузьмин, В. Куксов, А. Ненашев, Б. Постовский, Ю. Привалов, Э. Розенталис, В. Романченко, Ю. Сафаров, Р. Сеоев, В. Сивец, П. Стрижнёв, В. Твердохлебов, В. Тесля, Б. Тиманин, А. Фоминых, А. Хузман, А. Цамрюк, А. Шамис-Павлов, Вл. Щербаков                                                                             |
| 1982    | 24 | Е. Бареев, М. Бурдман, И. Вайнерман, В. Вульфсон, Г. Георгадзе, А. Гольдин, Е. Калегин, О. Калинин, А. Ковалёв, М. Красенков, Н. Кулинский, М. Макаров, А. Мальцев, А. Мороз, В. Москаленко, Л. Олль, В. Подать, В. Рубан, В. Сергеев, С. Смагин, Г. Туник, Д. Шнайдер, А. Шнейдер, П. Штернберг, И. Январев |
| 1983    | 30 | А. Аленкин, Л. Басин, Г. Богданович, В. Вайнштейн, Т. Вахидов, Р. Гусейнов, Р. Даутов, Ю. Дохоян, А. Дреев, И. Дурнопьянов, В. Епишин, С. Загребельный, И. Китайгородский, А. Липириди, А. Лутовинов, В. Малишаускас, Я. Мейстер, К. Мовсесян, В. Моисеев, С. Надырханов, И. Наумкин, С. Николаев, О. Николенко, В. Сироткин, И. Фиглер, А. Халифман, Т. Хасанов, В. Шабоян, Ю. Якович, С. Яновский |
| 1984    | 20 | В. Гагарин, В. Галахов, С. Галахов, А. Е. Геллер, Б. Гельфанд, Е. Глейзеров, О. Зарубин, А. Злочевский, М. Киселёв, С. Киселёв, В. Неверов, А. Г. Панченко, В. Песоцкий, Л. Рубинчик, И. Самарин, В. Скуленер, В. Утёмов, В. Фельдман, В. Чубарь, В. Штыренков |
| 1985    | 26 | А. Анастасян, Г. Багатуров, С. Баймуратов, А. Вуль, С. Грабузов, С. Гродзенский, Вл. Гуревич, Р. Зиятдинов, В. Иванчук, Т. Иманалиев, А. Кабатянский, Ю. Клинов, Ю. Круппа, Ю. Марков, А. Минасян, В. Петухов, Ю. Писков, А. Рыскин, Е. Соложенкин, М. Сорокин, Г. Тимошенко, Ю. Титлянов, И. Фрог, А. Шабалов, М. Яйлян, В. Яндемиров |
| 1986    | 19 | А. Авшалумов, А. Ваулин, Л. Джанджгава, В. Карпман, С. Кастарнов, Д. Комаров, М. Найвельт, Г. Орлов, В. Попа, Р. Погорелов, С. Савченко, М. Салтаев, Г. Серпер, И. Смирин, С. Темирбаев, Г. Титов, В. Харламов, И. Хенкин, И. Шляхтин |
| 1987    | 20 | В. Акопян, А. Амбарцумян, А. Бабурин, В. Берлинский, М. Бродский, А. Будников, А. Гаврилов, С. Гордунь, А. Жачев, И. Захаревич, С. Иваненко, Г. Камский, Ю. Маклецов, А. Мельников, А. Пипа, В. Ронин, М. Улыбин, М. Ходарковский, А. Широв, Р. Щербаков |
| 1988    | 12 | Д. Беркович, В. Варавин, Р. Габдрахманов, Е. Маслов, А. Раецкий, И. Раусис, Д. Ружяле, Т. Табатадзе, Б. Фрадкин, А. Фролов, В. Царёв, В. Шалимов |
| 1989    | 14 | В. Атлас, Э. Гриншпун, В. Иванов, А. Лагунов, Е. Малютин, П. Мартынов, Г. Неверовский, А. Полуляхов, А. Серебряник, Л. Соколин, С. Тивяков, Г. Ткебучава, В. Хецуриани, И. Хмельницкий, Е. Шевелевич, В. Шушпанов |
| 1990    |    | Б. Альтерман, С. Березюк, С. Бешуков, В. Иконников, А. Калинин, В. Крамник, М. Магомедов, Л. Черняк, Л. Шмутер |
| 1991    |    | Н. Власов, А. Мацкевич |

## Женщины
| Год  | Σ  | Шахматисты |
| ---- | -- | --- |
| 1950 | 4  | В. Борисенко, Е. Быкова, О. Рубцова, Л. Руденко |
| 1951 | 1  | К. Зворыкина |
| 1952 | 1  | О. Игнатьева |
| 1954 | 3  | Н. Войцик, Л. Вольперт, Ю. Гурфинкель |
| 1956 | 1  | С. Роотаре |
| 1959 | 2  | Н. Гаприндашвили, Т. Затуловская |
| 1960 | 4  | Ф. Дмитриева, Е. Малинова, О. Семёнова-Тян-Шанская, М. Тогонидзе |
| 1961 | 3  | Э. Какабадзе, B. Тихомирова, А. Чайковская |
| 1962 | 1  | В. Козловская |
| 1963 | 3  | О. Кацкова, Л. Якир, Б. Мосионжик |
| 1964 | 4  | Л. Белавенец, Н. Коноплёва, М. Раннику, К. Скегина |
| 1965 | 2  | А. Муслимова, Е. Фаталибекова |
| 1966 | 6  | Н. Александрия, Е. Бишард, Т. Бояхчян, Т. Головей, Л. Идельчик, А. Кислова |
| 1967 | 1  | О. Андреева, З. Нахимовская |
| 1968 | 7  | Т. Белова, Р. Билунова, Ц. Кобаидзе, Л. Любарская, Л. Филиппова (Старченко, р. 1948), Н. Титоренко, Л. Шадура                                                                                          |
| 1969 | 5  | Г. Арчакова, М. Литинская, Н. Матвеева (р. 1928), Л. Семёнова, И. Уберт (р. 1937) |
| 1970 | 3  | Т. Зайцева, Т. Моисеева (Константинова; р. 1952), Т. Хугашвили |
| 1971 | 3  | И. Левитина, О. Педько, Л. Саунина |
| 1973 | 2  | Л. Муленко, В. Стернина |
| 1974 | 3  | Н. Алёхина, А. Гринфельд, М. Чибурданидзе |
| 1975 | 3  | Е. Ахмыловская, Т. Фомина, Т. Чехова |
| 1976 | 9  | И. Приедите (Берзиня), Т. Вилерте, Н. Гуриели, Л. Зайцева, Н. Иоселиани, М. Кинсиго (Саммуль), Л. Фишман (р. 1953), Л. Цифанская, Л. Яковлева                                                          |
| 1977 | 2  | М. Макарычева, Т. Морозова |
| 1978 | 5  | Т. Воронова, Л. Куликова, М. Рытова, B. Тимощенко (р. 1950), Г. Струтинская |
| 1979 | 10 | Н. Агабабян, Л. Жильцова (Лысенко), 3. Лельчук, К. Мелашвили (р. 1960), Т. Миногина, И. Острий, Р. Попивода, Л. Пярнпуу, И. Рубене (Рамане), Б. Самаганова (р. 1949).                                  |
| 1980 | 7  | М. Асеева (Афиногенова, р. 1960), Е. Быстрякова (Белова), М. Зайцева (р. 1958), Н. Зубова (р. 1955), C. Медникова (р. 1956), Л. Мучник, Л. Полнарёва                                                   |
| 1981 | 12 | Н. Гасюнас, Т. Загорская, Ц. Касошвили, Ц. Кахабришвили (р. 1946), В. Кислова (1948—2020), В. Рожлапа, Т. Рубцова, Т. Сергеева (Живаева), Н. Ситникова, Э. Халафян, Р. Эйдельсон, И. Юдасина (Вильнер) |
| 1982 | 11 | Э. Алиева (р. 1954), К. Багинскайте, А. Голдмане, И. Ерусланова (р. 1963), Т. Месхи (р. 1963), Т. Пудкова, Е. Седина, И. Сон (р. 1962), Э. Хоровец, М. Церетели (р. 1957), И. Челушкина                |
| 1983 | 9  | К. Арахамия, С. Бахарева (р. 1963), Н. Мелашвили (р. 1961), Н. Ручьёва, Г. Сахатова, Е. Ступина (р. 1962), Е. Титова (р. 1963), Ф. Ускова, Н. Фокина                                                   |
| 1984 | 7  | В. Артамонова (р. 1959), Р. Бандзене (Картанайте), Е. Балашова (р. 1949), О. Лопатина (р. 1961), Т. Коган, С. Матвеева, С. Сёмина (р. 1959)                                                            |
| 1985 | 6  | И. Березина, Е. Кузнецова (р. 1959), Ю. Овчинникова (р. 1965), А. Софиева, Т. Степовая, А. Шафранска                                                                                                   |
| 1986 | 8  | Ф. Велиханлы, Н. Киселёва (р. 1961), Г. Лагвилава, М. Нижегородова (р. 1957), Л. Оглоблина (р. 1961), С. Прудникова, С. Тереладзе, И. Эрнесте                                                          |
| 1987 | 9  | А. Белаковская, А. Галлямова, Ю. Дёмина, Е. Заяц, К. Кахиани, Э. Сахатова, С. Стручкова (р. 1963), Т. Шумякина, М. Ярмолинская (Клинова)                                                               |
| 1988 | 8  | Л. Домаркайте, Н. Зинина (р. 1968), И. Кулиш, Т. Лаэссон, М. Соколова (р. 1969), И. Уманская, Е. Харькова (р. 1960), М. Шереметьева                                                                    |
| 1989 | 3  | Е. Боруля, Н. Джанджгава, Л. Меньшикова (р. 1961) |
| 1990 | 1+ | Л. Тажиева, О. Флорова |